# ニジャット・シハリザダ
ニジャット・シハリザダ（Nijat Shikhalizada　1988年10月12日- ）は、アゼルバイジャンの柔道選手。階級は60kg級と66kg級。

## 人物
2004年のヨーロッパカデ選手権では55kg級で優勝を飾った。2005年の世界選手権60kg級では16歳334日で銅メダルを獲得した。世界選手権では男子として史上最年少のメダル獲得となった。ヨーロッパジュニアでは優勝した。2006年の世界ジュニアでも優勝を飾った。2007年のフランス国際でも優勝した。しかし、2008年の北京オリンピックには出場できなかった。その後階級を66kg級に上げるも、2012年ロンドンオリンピックにも出場できなかった。2013年の世界選手権では7位になった。2016年のリオデジャネイロオリンピックでは3回戦でこの階級で金メダルを獲得したイタリアのファビオ・バシレと対戦して敗れた。

## 主な戦績
- 2003年 - ヨーロッパユースオリンピックフェスティバル　50kg級　2位
- 2004年 - ヨーロッパカデ選手権　55kg級　優勝

60kg級のでの戦績
- 2005年 - グルジア国際　2位
- 2005年 - 世界選手権　3位
- 2005年 - ヨーロッパジュニア　優勝
- 2006年 - 世界ジュニア　優勝
- 2007年 - フランス国際　優勝

66kg級のでの戦績
- 2012年 - グランプリ・アブダビ　優勝
- 2013年 - グランドスラム・バクー　2位
- 2013年 - 世界選手権　7位
- 2013年 - グランプリ・アブダビ　2位
- 2014年 - グランプリ・トビリシ　優勝
- 2014年 - グランプリ・チェジュ　3位
- 2015年 - グランドスラム・バクー　優勝
- 2015年 - グランプリ・青島　優勝
- 2016年 -　ワールドマスターズ2016　優勝
- 2017年 -　グランドスラム・パリ　3位
- 2017年 - ヨーロッパ選手権　3位
- 2017年 - イスラム諸国連帯競技大会　優勝
- 2017年 - ヨーロッパオープン・ミンスク　優勝
- 2017年 - グランドスラム・アブダビ　2位
- 2018年 - グランプリ・タシュケント　3位
- 2019年 - グランドスラム・バクー　2位
- 2019年 -　オセアニアオープン・パース　2位
- 2021年 -　グランドスラム・アンタルヤ　3位

(出典、JudoInside.com)